# McIvor River
McIvor River är ett vattendrag i Kanada.   Det ligger i provinsen Alberta, i den centrala delen av landet, 2 800 km nordväst om huvudstaden Ottawa. McIvor River ligger vid sjöarna  Baril Lake Hilda Lake Jimmys Slough Lake Claire och Welstead Lake.
I omgivningarna runt McIvor River växer i huvudsak blandskog. Trakten runt McIvor River är nära nog obefolkad, med mindre än två invånare per kvadratkilometer.